# Jurriën Timber
Jurriën David Norman Timber (Utrecht, 17 juni 2001) is een Nederlands-Curaçaos voetballer die doorgaans speelt als centrale verdediger. In juli 2023 verruilde hij Ajax voor Arsenal. Timber maakte in 2021 zijn debuut in het Nederlands voetbalelftal.

## Privé
Timber is de tweelingbroer van Quinten Timber, met wie hij zijn jeugdjaren samen heeft gevoetbald. Zijn oudere broer Dylan Timber is eveneens voetballer. Broers Shamier en Christopher spelen op amateurniveau. Christopher is de zaakwaarnemer van de drie broers in het betaalde voetbal.
In februari 2018 veranderde hij samen met zijn tweelingbroer Quinten zijn achternaam naar Timber, de naam van hun moeder. Voorheen waren zij bekend onder de naam 'Maduro', van hun vader. De reden achter de verandering is niet bekend.

## Clubcarrière

### Ajax
Timber speelde in de jeugd van DVSU en werd in 2008 samen met tweelingbroer Quinten als zesjarige opgenomen in de opleiding van Feyenoord. Hij speelde daar tot 2014 toen hij wederom samen met zijn broer Quinten de overstap maakte naar Ajax. Hier tekenden de twee op 2 februari 2018 een verbintenis voor drie seizoenen, tot medio 2021.
Timber maakte op 2 november 2018 zijn professionele debuut namens Jong Ajax in de twaalfde speelronde van de Eerste divisie in het seizoen 2018/19. Op bezoek bij SC Cambuur mocht hij van coach Michael Reiziger in de basis starten en hij zou de volle negentig minuten meespelen. Justin Mathieu scoorde twee keer voor Cambuur en namens Jong Ajax kwam Noa Lang tot een doelpunt: 2–1. In seizoen 2019/20 speelde hij opnieuw voor Jong Ajax. Ajax-hoofdtrainer Erik ten Hag nam de verdediger in de winterstop mee naar het trainingskamp van het eerste elftal. Op 7 maart 2020 maakte hij zijn debuut in dat team, tijdens een uitwedstrijd bij sc Heerenveen. Dušan Tadić scoorde tweemaal en Quincy Promes maakte de derde voor Ajax, voor Mitchell van Bergen wat kon terugdoen: 1–3. Timber begon in de basis en werd acht minuten voor tijd gewisseld ten faveure van Edson Álvarez.
In seizoen 2020/21 ontwikkelde Timber zich snel. Hij startte het seizoen in de Keuken Kampioen Divisie, maar veroverde uiteindelijk een basisplaats in het eerste elftal, en werd in de zomer van 2021 opgenomen in de EK-selectie. In het begin van het seizoen maakte Timber deel uit van de selectie van het eerste team, maar speelde hij de meeste van zijn wedstrijden voor Jong Ajax. Op 9 december 2020 debuteerde hij in de blessuretijd in de UEFA Champions League tegen Atalanta Bergamo. Amper vier minuten later viel hij geblesseerd uit door een knie van een tegenstander en een val. Met name in de tweede seizoenshelft speelde hij in toenemende mate ook in het eerste elftal, waarin hij soms de voorkeur kreeg boven zijn concurrent op de positie van rechter centrale verdediger, Perr Schuurs. Trainer Erik ten Hag gaf aan dat Schuurs en Timber op dat moment weinig voor elkaar onder deden. Uiteindelijk wist Timber een vaste basisplaats te veroveren. In zijn eerste seizoen bij het eerste elftal won hij meteen de landstitel en de KNVB beker.
In het seizoen 2021/22 behield hij zijn basisplaats, en hij vormde samen met Lisandro Martínez de centrale verdediging. Tijdens de eerste vijftien wedstrijden in de Eredivisie hoefde deze verdediging slechts twee doelpunten toe te staan. Met Ajax won hij alle zes poulewedstrijden in de Champions League. Aan het einde van het seizoen verkoos de technische staf van Ajax hem tot Talent van het jaar. Aan het begin van het seizoen 2022/23 verlengde Timber zijn contract met een jaar, tot medio 2025. Na het vertrek van Martínez bleef Timber de constante factor in de centrale verdediging, aangevuld met Calvin Bassey, Daley Blind of Edson Álvarez.

### Arsenal
In juli 2023 maakte Timber voor een bedrag van circa veertig miljoen euro exclusief bonussen de overstap naar Arsenal, waar hij zijn handtekening zette onder een verbintenis voor de duur van vijf seizoenen. Tijdens de eerste competitiewedstrijd, tegen Nottingham Forest, liep hij een blessure op aan de voorste kruisband van zijn rechterknie. Zijn trainer Mikel Arteta gaf de week na het blessuremoment aan dat de kwetsuur hem wel eens de rest van het seizoen langs de kant kon gaan houden. Op 19 mei 2024 maakte hij na tien maanden blessureleed als invaller zijn rentree in het elftal, tegen Everton (2–1 winst). Hierdoor speelde hij alleen in de eerste en laatste competitiewedstrijd van het seizoen mee.

## Clubstatistieken
| Seizoen | Club      | Competitie     | Competitie | Competitie | Beker | Beker | Internationaal | Internationaal | Overig | Overig | Totaal | Totaal |
| Seizoen | Club      | Competitie     | Wed.       | Dlp.       | Wed.  | Dlp.  | Wed.           | Dlp.           | Wed.   | Dlp.   | Wed.   | Dlp.   |
| ------- | --------- | -------------- | ---------- | ---------- | ----- | ----- | -------------- | -------------- | ------ | ------ | ------ | ------ |
| 2018/19 | Jong Ajax | Eerste divisie | 11         | 0          | —     | —     | —              | —              | —      | —      | 11     | 0      |
| 2019/20 | Jong Ajax | Eerste divisie | 24         | 0          | —     | —     | —              | —              | —      | —      | 24     | 0      |
| 2020/21 | Jong Ajax | Eerste divisie | 14         | 0          | —     | —     | —              | —              | —      | —      | 14     | 0      |
| 2019/20 | Ajax      | Eredivisie     | 1          | 0          | 0     | 0     | 0              | 0              | 0      | 0      | 1      | 0      |
| 2020/21 | Ajax      | Eredivisie     | 20         | 1          | 4     | 0     | 6              | 0              | —      | —      | 30     | 1      |
| 2021/22 | Ajax      | Eredivisie     | 30         | 3          | 4     | 0     | 8              | 0              | 1      | 0      | 43     | 3      |
| 2022/23 | Ajax      | Eredivisie     | 34         | 2          | 4     | 0     | 8              | 0              | 1      | 0      | 47     | 2      |
| 2023/24 | Arsenal   | Premier League | 2          | 0          | 0     | 0     | 0              | 0              | 1      | 0      | 3      | 0      |
| 2024/25 | Arsenal   | Premier League | 30         | 1          | 5     | 0     | 13             | 1              | —      | —      | 48     | 2      |
| Totaal  | Totaal    | Totaal         | 166        | 7          | 17    | 0     | 35             | 1              | 3      | 0      | 221    | 8      |

Bijgewerkt op 25 juli 2025.

## Interlandcarrière
Timber speelde voor Nederland onder 15, 16, 17, 19 en 21. Met Nederland onder 17 won Timber in 2018 het UEFA EK onder 17.
In mei 2021 werd hij, zonder dat hij eerder deel uit maakte van de selectie, opgenomen in de definitieve selectie van het Nederlands elftal voor het uitgestelde EK 2020. Op 2 juni 2021 maakte hij in een oefenwedstrijd tegen Schotland zijn debuut voor Oranje. Tijdens het EK stond hij de eerste wedstrijd in de basis, en mocht hij daarna nog twee keer invallen.
In oktober 2022 werd Timber door bondscoach Louis van Gaal opgenomen in de voorselectie voor het WK 2022. Drie weken later werd de verdediger ook opgenomen in de definitieve selectie. In de eerste WK-wedstrijd verkoos Van Gaal Matthijs de Ligt boven Timber, maar in de rest van het toernooi stond Timber wel in de basis.
Timber miste het EK 2024 omdat hij nog maar net hersteld was van een langdurige blessure die hem vrijwel het gehele seizoen aan de kant had gehouden. Op 7 september 2024 stond hij tegelijk met zijn broer Quinten in het veld voor het Nederlands elftal in de wedstrijd tegen Bosnië en Herzegovina.
| Interlands van Jurriën Timber voor Nederland | Interlands van Jurriën Timber voor Nederland | Interlands van Jurriën Timber voor Nederland | Interlands van Jurriën Timber voor Nederland | Interlands van Jurriën Timber voor Nederland | Interlands van Jurriën Timber voor Nederland |
| №                                            | Datum                                        | Wedstrijd                                    | Uitslag                                      | Competitie                                   | Goals                                        |
| Als speler bij Ajax                          | Als speler bij Ajax                          | Als speler bij Ajax                          | Als speler bij Ajax                          | Als speler bij Ajax                          | Als speler bij Ajax                          |
| -------------------------------------------- | -------------------------------------------- | -------------------------------------------- | -------------------------------------------- | -------------------------------------------- | -------------------------------------------- |
| 1                                            | 2 juni 2021                                  | Nederland – Schotland                        | 2 – 2                                        | Vriendschappelijk                            |                                              |
| 2                                            | 6 juni 2021                                  | Nederland – Georgië                          | 3 – 0                                        | Vriendschappelijk                            |                                              |
| 3                                            | 13 juni 2021                                 | Nederland – Oekraïne                         | 3 – 2                                        | EK 2020 groepsfase                           |                                              |
| 4                                            | 21 juni 2021                                 | Noord-Macedonië – Nederland                  | 0 – 3                                        | EK 2020 groepsfase                           |                                              |
| 5                                            | 27 juni 2021                                 | Nederland – Tsjechië                         | 0 – 2                                        | EK 2020 achtste finale                       |                                              |
| 6                                            | 1 september 2021                             | Noorwegen – Nederland                        | 1 – 1                                        | WK 2022 kwalificatie                         |                                              |
| 7                                            | 3 juni 2022                                  | België – Nederland                           | 1 – 4                                        | Nations League 2022/23                       |                                              |
| 8                                            | 11 juni 2022                                 | Nederland – Polen                            | 2 – 2                                        | Nations League 2022/23                       |                                              |
| 9                                            | 22 september 2022                            | Polen – Nederland                            | 0 – 2                                        | Nations League 2022/23                       |                                              |
| 10                                           | 25 september 2022                            | Nederland – België                           | 1 – 0                                        | Nations League 2022/23                       |                                              |
| 11                                           | 25 november 2022                             | Nederland – Ecuador                          | 1 – 1                                        | WK 2022 groepsfase                           |                                              |
| 12                                           | 29 november 2022                             | Nederland – Qatar                            | 2 – 0                                        | WK 2022 groepsfase                           |                                              |
| 13                                           | 3 december 2022                              | Nederland – Verenigde Staten                 | 3 – 1                                        | WK 2022 achtste finale                       |                                              |
| 14                                           | 9 december 2022                              | Nederland – Argentinië                       | 2 – 2                                        | WK 2022 kwartfinale                          |                                              |
| 15                                           | 24 maart 2023                                | Frankrijk – Nederland                        | 4 – 0                                        | EK 2024 kwalificatie                         |                                              |
| Als speler bij Arsenal                       |                                              |                                              |                                              |                                              |                                              |
| 16                                           | 7 september 2024                             | Nederland – Bosnië en Herzegovina            | 5 – 2                                        | Nations League 2024/25                       |                                              |
| 17                                           | 10 september 2024                            | Nederland – Duitsland                        | 2 – 2                                        | Nations League 2024/25                       |                                              |
| 18                                           | 16 november 2024                             | Nederland – Hongarije                        | 4 – 0                                        | Nations League 2024/25                       |                                              |

Bijgewerkt op 25 juli 2025.

## Erelijst
| Competitie          |        |                  |
| Competitie          | Aantal | Jaren            |
| Ajax                | Ajax   | Ajax             |
| ------------------- | ------ | ---------------- |
| Eredivisie          | 2      | 2020/21, 2021/22 |
| KNVB Beker          | 1      | 2020/21          |
| Arsenal             |        |                  |
| FA Community Shield | 1      | 2023             |
| Nederland –17       |        |                  |
| UEFA EK onder 17    | 1      | 2018             |